# Караник (деревня)
Караник — деревня в Плесецком районе Архангельской области.

## География
Находится в юго-западной части Архангельской области на расстоянии приблизительно 104 км на юго-запад по прямой от административного центра района поселка Плесецк на левобережье реки Кена.

## История
В 1873 году здесь было учтено 9 дворов, в 1905 — 13. Тогда деревня входила в Пудожский уезд Олонецкой губернии. До 2016 года входила в Кенорецкое сельское поселение, с 2016 по 2021 в Конёвское сельское поселение до его упразднения.

## Население
| 2002 | 2010 | 2012 |
| ---- | ---- | ---- |
| 3    | ↘1   | →1   |

Численность населения: 51 человек (1873 год), 69 (1905), 2 (100 % русские) в 2002 году, 1 в 2010.